# 二日会
二日会（ふつかかい）は、自由民主党の結党初期に存在した派閥。通称は石橋派→石田派。

## 概要
自民党創成期に石橋湛山を中心に石田博英・大久保留次郎・島村一郎・宇都宮徳馬ら約20名で結成した火曜会（石橋派）が起源である。石橋と同様に党内のハト派の議員が多かったが、「来る者は拒まず、去る者は追わず」という石橋の性格を反映し、辻政信のような旧日本軍の参謀将校から政界に転じた者も加わっていた。1956年自民党総裁選にて、石橋当選の原動力となったが、石橋が総裁就任後、わずか2ヶ月で病気辞任してしまうと、総裁候補が不在で人数的にも資金的にも劣った火曜会は急速に弱体化し、1963年の総選挙での石橋落選が決定打となり消滅した。
その後、無派閥となっていた石田、宇都宮ら旧石橋派のメンバーは1969年の総選挙の際に、石田派（二日会）を旗揚げするが、大派閥の前には新人獲得も思わしく進められず、1971年に石田、宇都宮、地崎宇三郎、山口敏夫の4人は同じハト派の派閥である政策懇談会（三木派）に合流した。

## 所属していた国会議員一覧
- 石橋湛山
- 北昤吉
- 世耕弘一
- 椎熊三郎
- 島村一郎
- 木村文男
- 山本猛夫
- 大久保留次郎
- 中山栄一
- 山本勝市
- 辻政信
- 佐藤虎次郎
- 新井京太
- 柳谷清三郎

### 政策懇談会へ移籍
- 石田博英
- 藤本捨助
- 加藤常太郎
- 宇都宮徳馬
- 地崎宇三郎
- 山口敏夫

### 睦政会へ移籍
- 倉石忠雄
- 福永一臣
- 鹿野彦吉

### 宏池会へ移籍
- 佐々木秀世
- 高見三郎
- 草野一郎平

### 春秋会へ移籍
- 亘四郎
- 中川俊思

### 十日会へ移籍
- 長谷川四郎
- 菊池義郎

### 愛正会へ移籍
- 花村四郎

### 水曜会へ移籍
- 田中栄一